# Pfarrkirche hl. Valentin St. Valentin

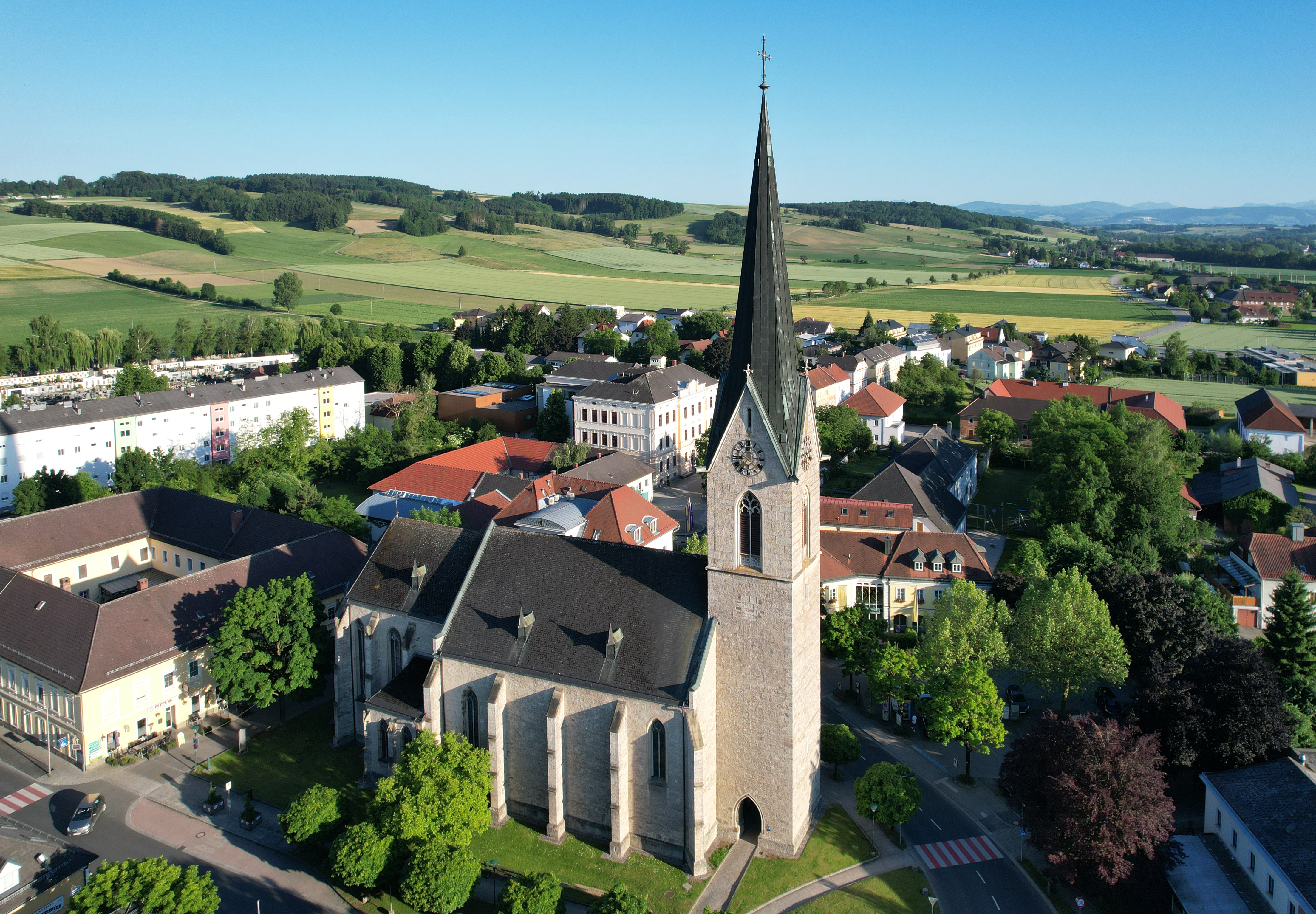
Katholische Pfarrkirche hl. Valentin in St. Valentin

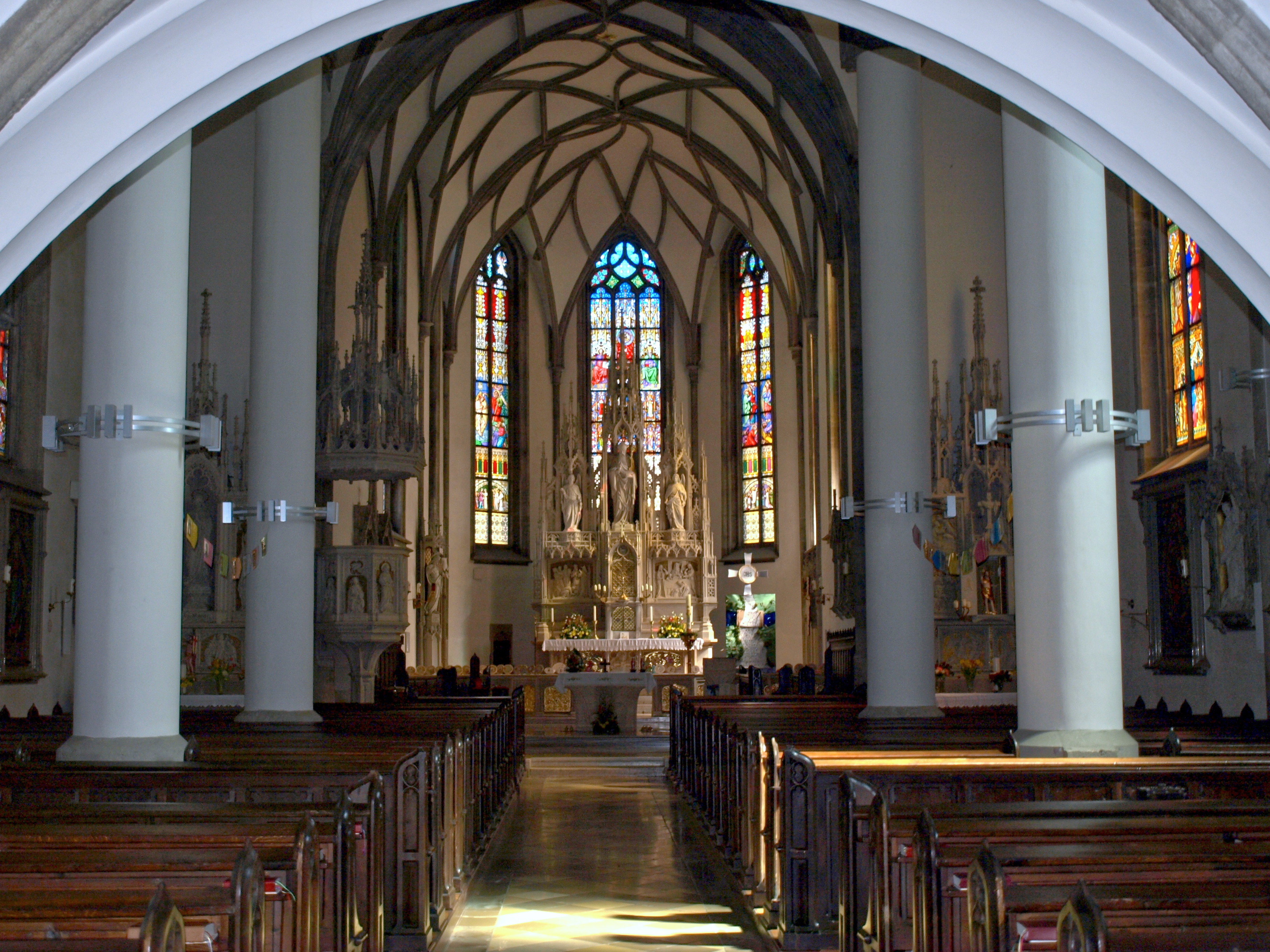
Langhaus, Blick zum Chor

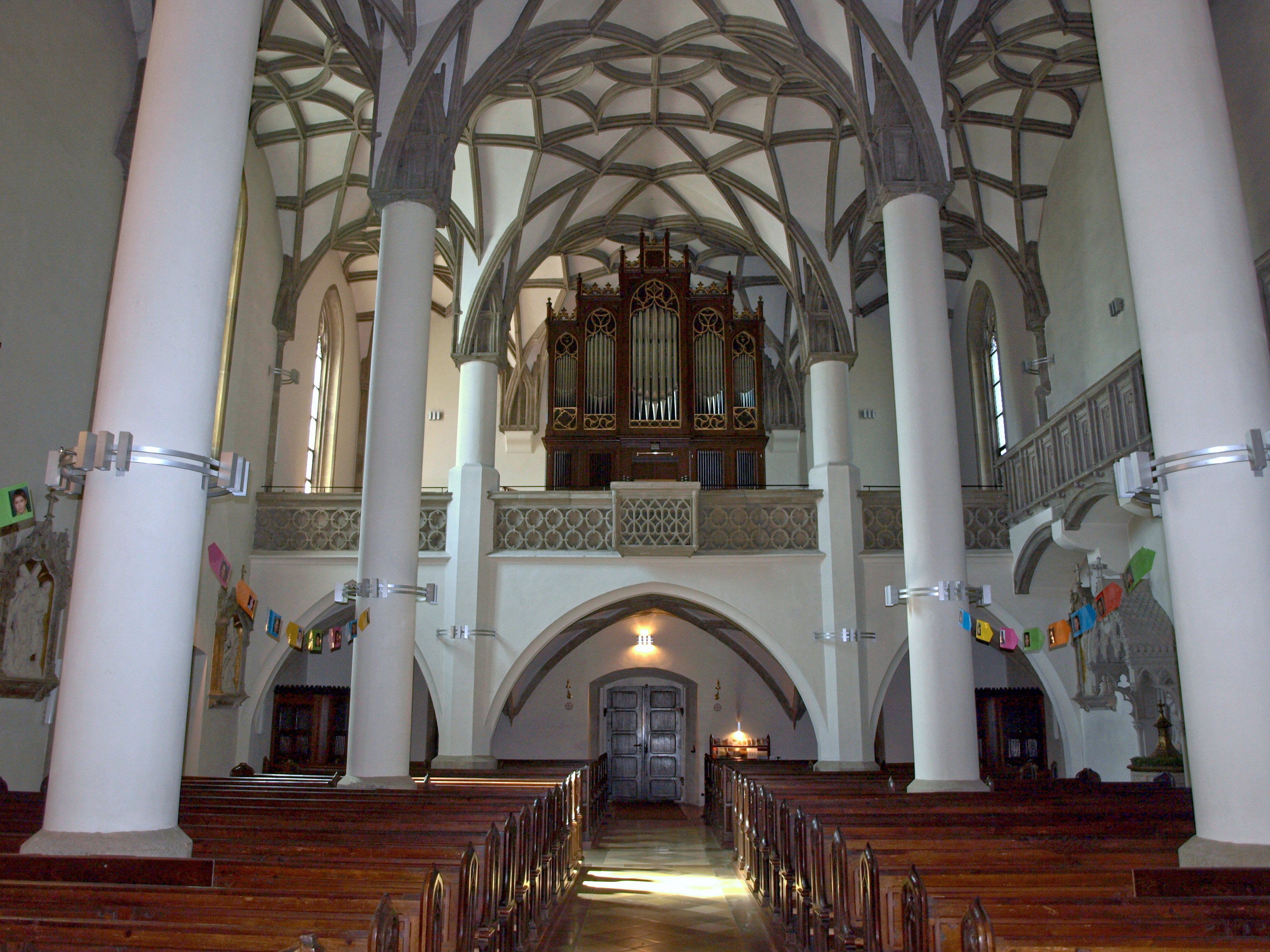
Langhaus, Blick zur Orgelempore

Die Pfarrkirche St. Valentin steht mittig im Hauptplatz in der Stadtgemeinde St. Valentin im Bezirk Amstetten in Niederösterreich. Die auf den heiligen Valentin von Rätien geweihte römisch-katholische Pfarrkirche gehört zum Dekanat Haag in der Diözese St. Pölten. Die Kirche steht unter Denkmalschutz (Listeneintrag).

## Geschichte
Vermutlich wurde die Kirche im 9. Jahrhundert als Filiale von Lorch gegründet und im Ende des 10. Jahrhunderts als Pfarre vom Bistum Passau eingerichtet oder neu aufgerichtet. Urkundlich wurde im Ende des 12. Jahrhunderts im Stiftsbrief vom Kloster Erla deren Patronat mit 1234 bestätigt und bis zur Klosteraufhebung 1583 ausgeübt, dann ging das Patronat an das Wiener Königinkloster der Klarissen, befand sich bis 1835 beim Religionsfonds und bis 1928 bei der Herrschaft Schloss Erla, seit 1928 bei der Diözese St. Pölten. Die Mutterpfarre mehrerer Pfarren im Enns-Donau-Winkel bildet auch heute den Pfarrverband Enns-Donau-Winkel.
Die heutige Kirche wurde im dritten Drittel des 15. Jahrhunderts erbaut. 1959 und 1999 wurde die Kirche restauriert.

## Architektur
Die bemerkenswerte spätestgotische Hallenkirche mit einem Langchor und einem vorgestellten Westturm ist ein Spätwerk der Steyrer Bauhütte.
Das Kirchenäußere zeigt einen vollständig neugotisch geprägten einheitlichen Konglomeratquaderputz mit Details im Haustein, am südwestlichen Chorstrebepfeiler mit 1870 bezeichnet. Die steilen Satteldächer erhielten 1868 Spitzhelmgaupen. Die Fassade zeigt motivreiche zwei- bis dreibahnige Maßwerkfenster aus 1872 zwischen ein- bis zweifach abgetreppten Strebepfeilern sowie Schlitzfenster an Stiegenaufgängen. Das Langhaus ist unregelmäßig durchfenstert. In der Langhaussüdseite befindet sich zwischen Strebepfeilern ein 1873 erneuerter Eselsrücken-Portalvorbau mit Blendmaßwerk, Krabben und Kreuzblume. Der Chor mit einem Fünfachtelschluss ist niedriger gedeckt, der südliche Strebepfeiler nennt 1476, darüber ein teils erhaltenes Baumeisterzeichen wohl Wolfgang Tenc. Der massive Westturm trägt einen Giebelspitzhelm, 1886/1890 zur Hälfte abgetragen und fensterlos mit großen Maßwerkschallfenstern beträchtlich höher wieder aufgebaut, die Turmhalle ist im Norden und Süden in neugotischen Arkaden geöffnet, die Turmhalle ist kreuzrippengewölbt und hat ein schulterbogiges Westportal mit Spitzbogenarchivolte. Im südlichen Chorwinkel steht ein vortretender zweigeschoßiger Sakristeianbau aus 1870/1872 auf alten Fundamenten, im Südwesten am Langhaus ein Stiegenaufgangspolygon. Im nördlichen Chorwinkel befindet sich als Pendant eine eingeschoßige Kapelle hl. Barbara annähernd gleich hoch aus 1878.
Südseitig am Turm ist ein romanisches Relief Herrschaftliches Paar vermauert. Am südwestlichen Eckstrebepfeiler des Langhauses ist eine römische Grabstele mit dem Relief Halbfigur mit fragmentierter Schrift wohl aus dem 2. Jahrhundert vermauert. An den Strebepfeilergiebeln des Chores sind verschiedene neugotische Reliefs, eine Inschrift nennt 1476.
Die Glasmalerei im Chor, im östlichen Langhaus und in der Barbarakapelle mit szenischen Darstellungen in Baldachinarchitektur entstanden nach Entwürfen von Johann Klein 1874/1878.

## Ausstattung
Von 1868 bis 1890 erhielt die Kirche nach den Plänen von Architekt Otto Schirmer und Atelier Max Oberhuber eine neugotische Gesamtausstattung. Die erste Orgel stammte von Matthäus Mauracher von 1870, sie wurde 1907 und 1964 umgebaut. 2012 baute Orgelbau Vleugels ein neues Werk mit 31 Registern in das historische Gehäuse.